# 亨利·雅克·克雷蒂安

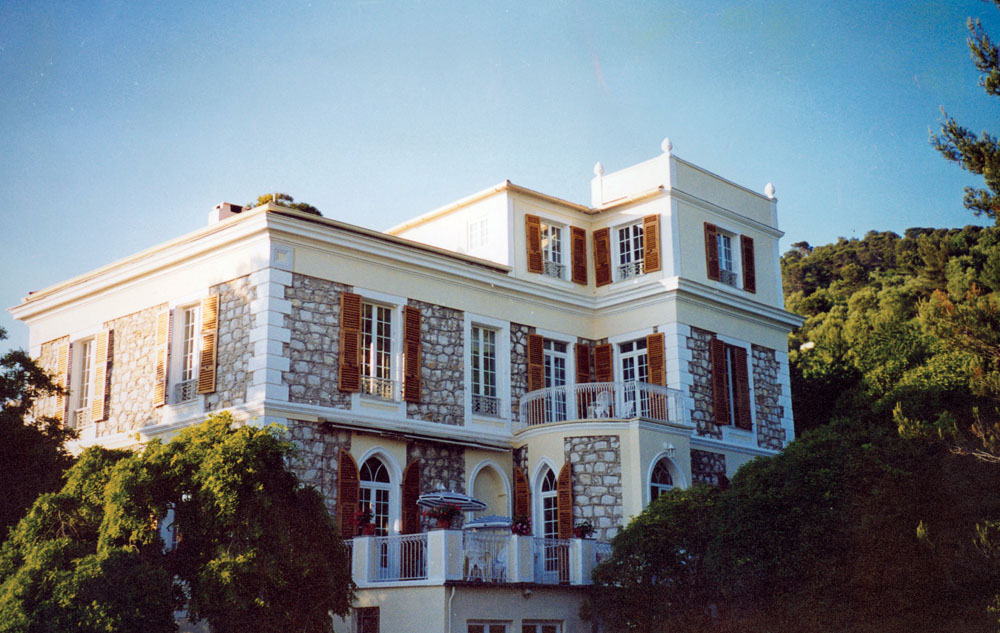
法国费拉角帕拉杜别墅

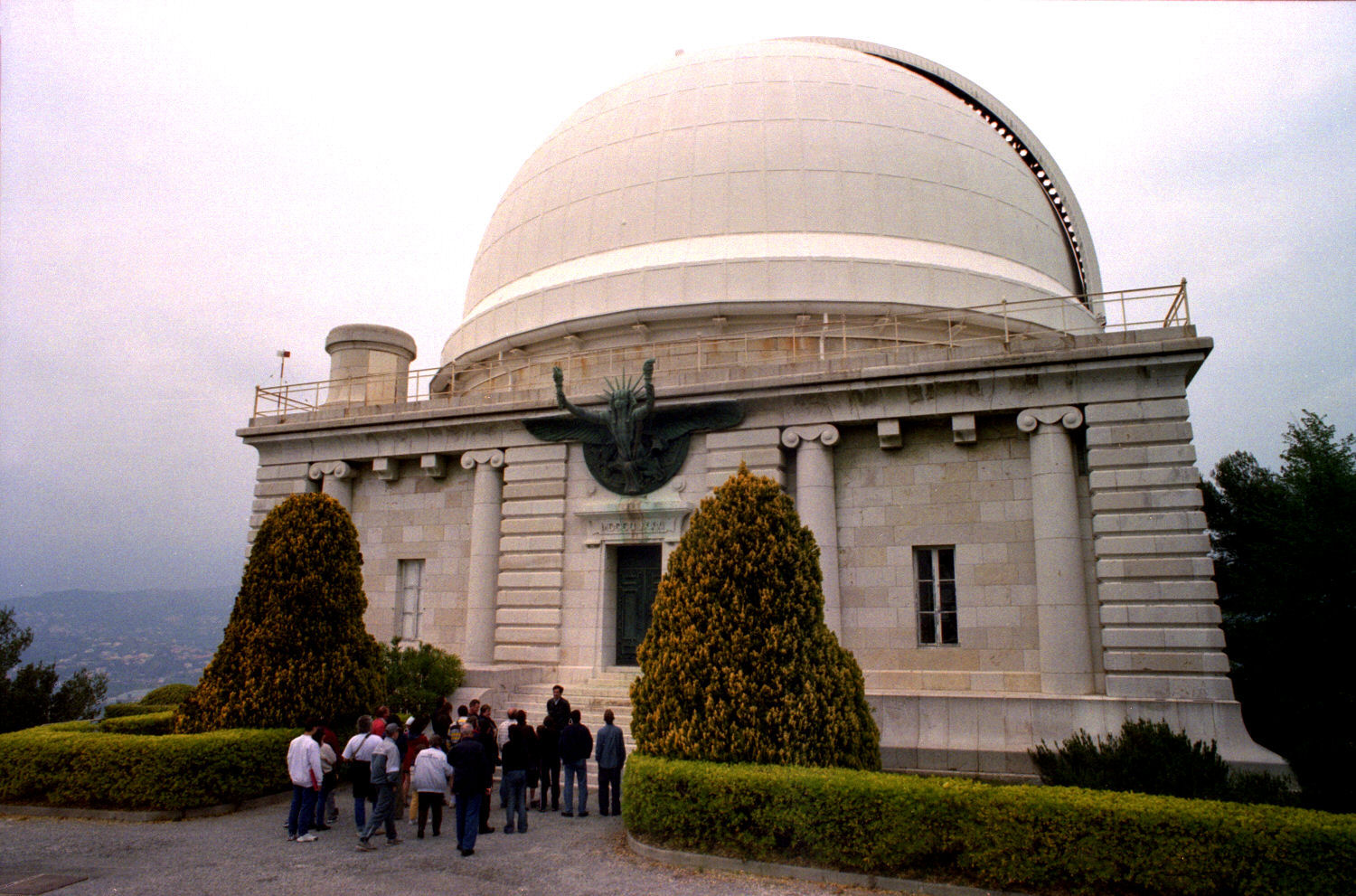
1879年由银行家拉斐尔·比绍夫赛姆出资兴建的法国尼斯天文台，主穹顶由居斯塔夫·艾菲尔设计

亨利·雅克·克雷蒂安（法語：Henri Jacques Chrétien，法語發音：[ɑ̃ʁi ʒak kʁetjɛ̃]；1879年2月1日—1956年2月6日）是一位法国天文学家暨发明家。

## 生平
1879年2月1日，他出生在法国巴黎，其一生最著名的发明包括:
- 宽屏幕处理技术，使用一种称作"柱面压缩透镜"的变形镜头系统发明了西尼玛斯科普式宽银幕电影技术；
- 与乔治·威利斯·里奇（George Willis Ritchey）共同发明了里奇-克雷蒂安望远镜—一种先进的天文望远镜，现在几乎用于所有天文探测中。

早年，他曾在靠近他住处-帕拉杜别墅的尼斯天文台从事天文研究，该别墅由法国著名建筑师，曾建造了巴黎歌剧院的夏尔·加尼耶（Charles Garnier）所建 。1995年，艺术家赖纳·马里亚·拉茨克收购这幢废弃的别墅，并进行了修缮，增添了所保存的新现代壁画。
克雷蒂安是理论与应用光学研究所（Institut d'optique théorique et appliquée）创始人之一，还在法国高等光学学院（École supérieure d'optique）担任过教授一职。1956年2月6日，他在美国华盛顿哥伦比亚特区去世，享年77岁。

## 奖项和荣誉
- 天文克雷蒂安国际研究基金奖（Chrétien International Research Grants ）就是为纪念他而以他的名字命名[3]；
- 1901年克雷蒂安、何塞·华金·兰德雷尔（西班牙语：José Joaquín Landerer）和托马斯·戴维·安德森（英语：Thomas David Anderson）共同获得法国天文学会颁发的最高奖项-皮埃尔·让森奖（Prix Jules Janssen）；
- 1931年被法国科学院授予瓦尔兹奖 （Valz Prize）[4]
- 以他的名字命名了月球上的克雷蒂安环形山[5]
- 1955年，他因西尼玛斯科普式宽银幕电影技术的研究贡献而获得奥斯卡金像奖。

## 出版物
- 史密森天体物理观测台/美国宇航局天体物理学数据系统
- 美国国会图书馆在线目录
- 美国国会图书馆在线目录

## 备注
1. ↑  Lance Day & Ian McNeil, eds., Biographical Dictionary of the History of Technology, 1995
2. ↑  Muriel., Emanuel,. . St. James Press. 1994. ISBN 9781558621824. OCLC 30816307.
3. ↑  Chrétien International Research Grants 的存檔，存档日期2009-02-14.
4. ↑  . Comptes Rendus Hebdomadaires des Séances de l'Académie des Sciences: 1238. December 14, 1931  [2017-10-28]. （原始内容存档于2017-12-01）. 参数|journal=与模板{{cite web}}不匹配（建议改用{{cite journal}}或|website=） (帮助); |volume=被忽略 (帮助)
5. ↑  . International Astronomical Union (IAU) / USGS Astrogeology Science Center. Oct 18, 2010  [2017-10-28]. （原始内容存档于2019-06-30）.